# Da-Vinci-Operationssystem

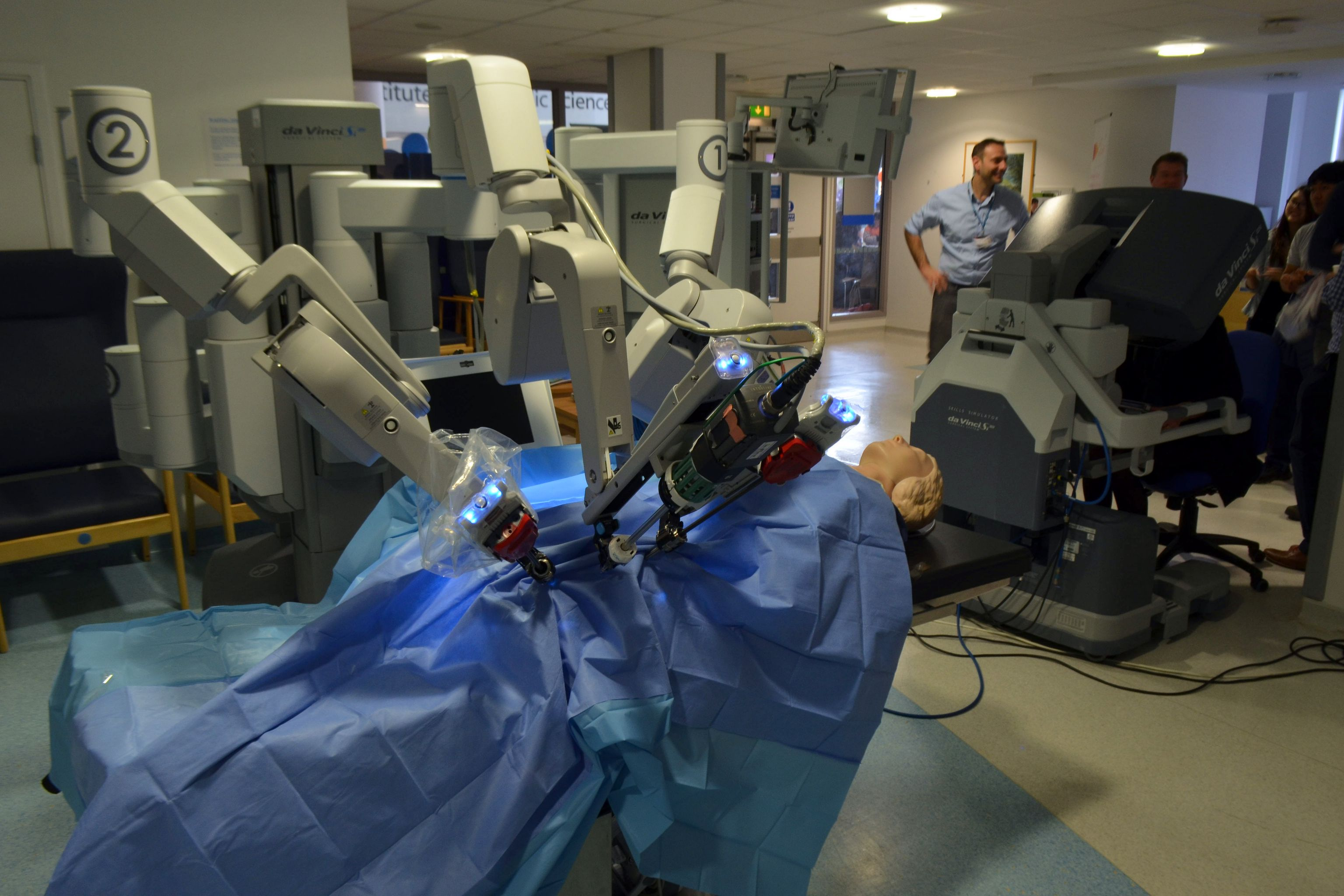
Ein da Vinci Si, 2015

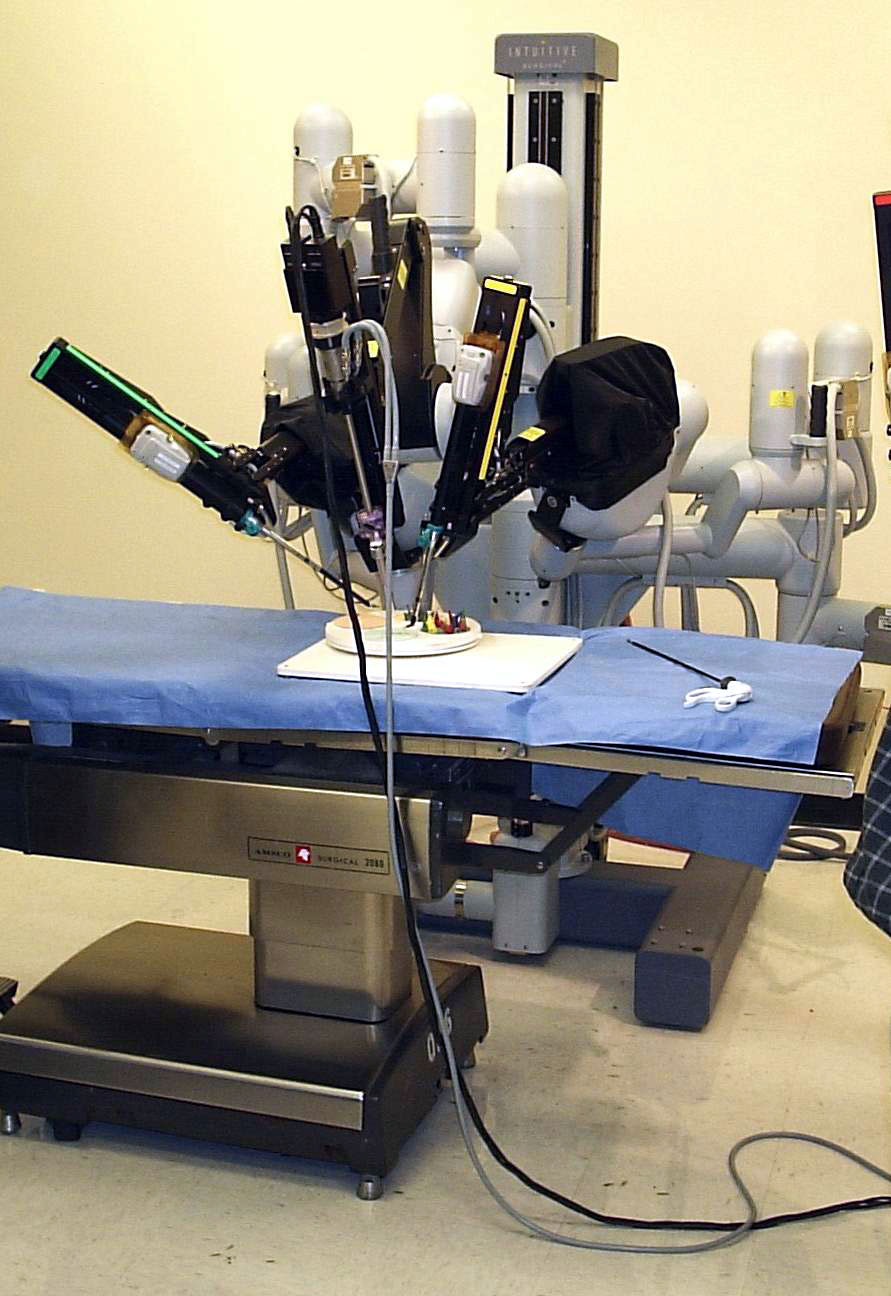
Stativ mit den Roboterarmen über einem Operationstisch, 2006

Das Da-Vinci-Operationssystem ist ein roboterassistiertes Chirurgiesystem der Firma Intuitive Surgical in Kalifornien, mit dem minimalinvasive Operationen, anfangs primär im urologischen und gynäkologischen Bereich, durchgeführt werden, insbesondere die roboterassistierte laparoskopische Prostatektomie (RALP) und Zystektomie. Mittlerweile kommt er auch in anderen chirurgischen Fachbereichen, wie der Allgemeinchirurgie oder Thoraxchirurgie, zum Einsatz. Benannt wurde der Roboter nach Leonardo da Vinci.

## Geschichte
Das Da-Vinci-System wurde in den 1980er Jahren mit Unterstützung des Forschungsinstituts SRI International entwickelt. Anfang der 1990er Jahre kam es zu einer Zusammenarbeit mit Medizintechnikern im Auftrag der Defense Advanced Research Projects Agency (DARPA). Der Roboter sollte es Chirurgen möglich machen, in Krisengebieten ferngesteuert zu operieren. 1997 entstand der Prototyp „Lenny“, sprachlich in Anlehnung an den jungen Leonardo da Vinci. Es folgten die Prototypen „Leonardo“ und „Mona“ (benannt nach Mona Lisa von da Vinci). Ab 1999 begann die Einführung des „da Vinci Surgical System“ zunächst in Europa, da in den USA die Zulassung noch fehlte. Ab 2000 wurde es von der FDA auch in den USA zugelassen und fand dort eine rasche Verbreitung. Dabei wurde das System zunächst für Operationen am Herzen verwendet, danach in erster Linie für urologische Eingriffe. 
Kurz vor dem Börsengang von Intuitive Surgical klagte der Hauptkonkurrent Computer Motion, Inc., wegen Patentverletzungen. Computer Motion war 1997 vor Intuitive Surgical mit dem eigenen günstigeren „ZEUS Robotic Surgical System“ in den Medizintechnikmarkt eingestiegen. Obwohl das ZEUS-System in Europa zugelassen war, hatte die US-amerikanische FDA über die Zulassung noch nicht entschieden. Die FDA genehmigte wiederum zuerst das Da-Vinci-System. Dies führte im jungen Markt der Operations-Robotik zu Unsicherheiten; die Rechtsstreitigkeiten belasteten beide Unternehmen. Im Jahr 2003 einigten sich Intuitive Surgical und Computer Motion auf eine Fusion, wodurch der Rechtsstreit zwischen ihnen beendet wurde. Das ZEUS-System wurde schließlich zugunsten des Da-Vinci-Systems aufgegeben.
2008 wurden in den USA bereits 77 Prozent aller Prostataoperationen mit 600 Da-Vinci-Systemen durchgeführt. In den US-Kliniken waren 2011 mehr als 1400 Operations-Roboter im Einsatz, in Deutschland bis 2011 rund 52 dieser Geräte.
Mit Stand 30. September 2017 sind weltweit rund 4.271 Da-Vinci-Operationssysteme installiert, davon 2.770 in den USA (65 %), 719 in Europa (17 %), 561 in Asien (13 %) und 221 (5 %) in der restlichen Welt.
2023 führte das Team der Abteilung für Urologie im Landesklinikum Wiener Neustadt weltweit erstmals die Trennung einer Hufeisen-Niere mit einem da Vinci OP-Roboter durch.

## Systeme

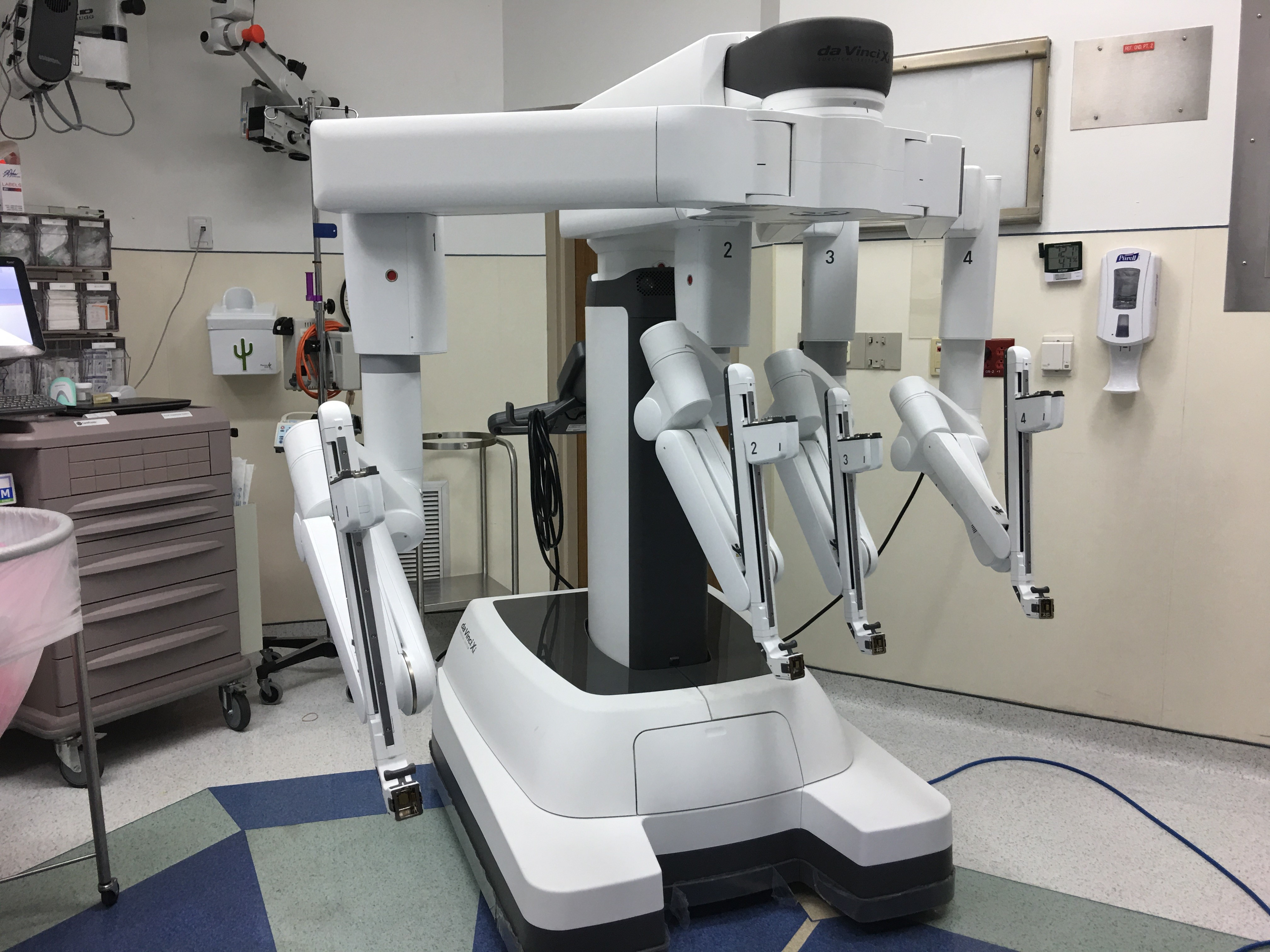
da Vinci Xi mit vier Roboterarmen

- da Vinci System, seit Januar 1999, zugelassen in den USA seit 2000
- da Vinci Si, seit April 2009
- da Vinci S
- da Vinci Xi, seit Frühjahr 2014
- da Vinci X, CE-Kennzeichnung in Europa seit April 2017
- da Vinci SP, für Single-Port-Chirurgie (bis zu drei Instrumente und ein Endoskop durch einen Zugang)
- da Vinci 5, noch ohne CE-Kennzeichnung in Europa (Stand Dezember 2024)

## Operationseinheit
Die Operationseinheit besteht aus einer Steuerkonsole, an der ein Chirurg sitzt, und einer patientenseitigen Robotikeinheit (Operations-Roboter) mit vier Armen und einem Videoturm für die Steuerung der dreidimensionalen Kamera und der Lichttechnik. Der Operateur erhält über die Konsole ein zehnfach vergrößertes 3D-Bild des Operationsfeldes und kann damit die Arme des Roboters mit den mikrochirurgischen Einmalinstrumenten steuern. Der Operateur steuert in Echtzeit mit seinen Handbewegungen die Arme und die Instrumente millimetergenau mit einer bis zu fünffachen Untersetzung. Unwillkürliche Bewegungen wie Händezittern werden ausgeglichen. Durch die bis zu zehnfache Vergrößerung des 3D-Kamerasystems werden selbst feine Strukturen wie Nerven und Gefäße genau dargestellt. Der Operationsroboter kann nicht programmiert werden und auch keine eigenständigen Bewegungen ausführen.
Die winzigen auswechselbaren Endowrist-Instrumente an den Enden der Roboterarme wurden für das System speziell entwickelt und können in sieben Freiheitsgraden bewegt werden – mehr als die der menschlichen Hand.

## Vorteile und Nachteile

### Vorteile für den Patienten
- generell die Vorteile der minimalinvasiven Chirurgie:
  - kleine äußerliche Schnittwunden
  - geringerer Blutverlust
  - schnellere Wundheilung

### Vorteile für den Operateur
- entspannte Sitz-, Kopf- und Armhaltung während der oft mehrere Stunden dauernden Operation
- räumliche, vergrößerte Bildschirmdarstellung der Organe und der Instrumente
- untersetzte und „bereinigte“ Bewegung der Instrumente

### Nachteile
- hohe Anschaffungskosten (1,1 bis 2,0 Millionen Euro)
- höhere Operationskosten als bei einem offenen Eingriff (winkelbare Mehrweginstrumente von rund 100 – 500 Euro je Eingriff) und Wartungskosten (5 – 10 % der Anschaffungskosten pro Jahr).
- Die Instrumente lassen sich nur zehn Mal verwenden. Das System zählt bei jedem Einsetzen mit.[5]
- höherer Aufwand bei der Aufbereitung der Instrumente und der Endoskope in der ZSVA
- Einarbeitungszeit für den Operateur

## Kritik
Kritiker bemängeln immer wieder die hohen Kosten des Systems. Ein Da-Vinci-Operationssystem kostet bis zu 2 Millionen Euro. Die eingesetzten Instrumente werden grundsätzlich nur zehnmal eingesetzt und müssen dann ausgetauscht werden. Das Unternehmen nutze so seine Monopolstellung aus. Dies führt zu rund ein Drittel höheren Kosten als bei einer normalen Laparoskopie. Eine in The Journal of the American Medical Association publizierte Studie der Columbia University in New York wertete mehr als 264.000 Gebärmutterentfernungen mittels konventioneller und robotergestützter Laparoskopie aus und konnte dabei keine Vorteile nachweisen. Die Studie betonte, dass insbesondere der propagierte geringere Blutverlust nicht nachgewiesen werden konnte. Die aktuelle S3-Leitlinie zu Nierenzellkarzinomen befürwortet hingegen die Roboterassistenz bei einer Nierenteilresektion klar.
Mehrfach kam es in der Vergangenheit bei Operationen mit dem Da-Vinci-System zu Todesfällen. Dabei entstanden Verletzungen, die nicht sofort entdeckt wurden. Unter anderem soll dies durch Fehlströme ausgelöst worden sein, die zu Überhitzungen an umliegenden Geweben führten. Das Unternehmen reagierte mit einer Verbesserung der Abdeckungen und betonte, solche Fehlströme könne es auch bei konventionellen laparoskopischen Operationen geben. Derzeit untersucht die amerikanische Zulassungsbehörde Food and Drug Administration diese und andere Fälle, bei denen Patienten zu Schaden kamen. In den USA sind deshalb mehrere Gerichtsverfahren anhängig. Dem Unternehmen wurde mehrfach vorgeworfen, Zwischenfälle nicht ordnungsgemäß an die zuständigen Behörden gemeldet zu haben.
Auch das Swiss Medical Board (SMB) sieht in seinem im März 2019 veröffentlichten Bericht keine klaren Vorteile bei einer Operation zur Entfernung der Prostata oder der Gebärmutter.

## Trivia
Yuri Ancarani hat 2012 einen Film „Da Vinci“ in der Art einer künstlerischen Dokumentation erstellt, er wurde 2012 auf dem Rome Film Festival aufgeführt.